# 수입 요주의 품목
수입 요주의 품목(輸入要注意品目, sensitive item)은 자국내에 범람하여 부당하게 시장을 교란할 우려가 있는 타국상품을 가리킨다. 원칙적으로 수입 자유화를 해도 이 품목만은 예외로 하여 수입제한이 인정되고 있다. 세이프가드가 상품을 지정하지 않는 일반적 수입제한 조치임에 대해 이것은 상품을 지정하는 점이 대조적이라 할 수 있다.